# Yala pyricola
Yala pyricola är en fjärilsart som beskrevs av Hong-Fu Chu 1979. Yala pyricola ingår som enda art i släktet Yala och familjen mätare. Inga underarter finns listade i Catalogue of Life.